# Eisenbahnunfall von Benavídez

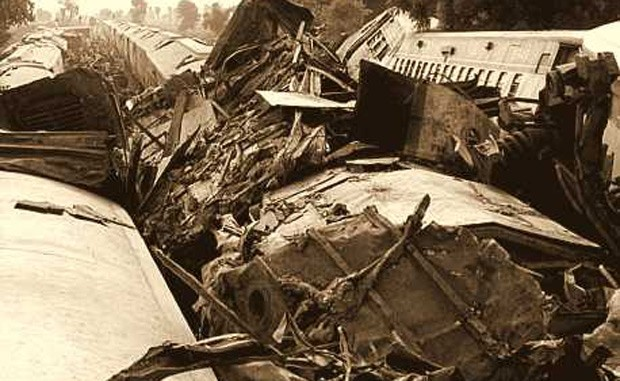
Unfallstelle

Der Eisenbahnunfall von Benavídez war ein Auffahrunfall, der sich am 1. Februar 1970 gegen 20:30 Uhr in Benavídez, nördlich von Buenos Aires, Argentinien, ereignete. In unterschiedlichen Quellen werden 142 bis 236 Tote genannt, darüber hinaus 368 Verletzte. Dies war der schwerste Eisenbahnunfall in der Geschichte Argentiniens.

## Ausgangslage
Die beiden in den Unfall verwickelten Züge waren auf einer Strecke der staatlichen Ferrocarril General Bartolomé Mitre (FCGBM) unterwegs. Es bestand keine automatisierte Streckensicherung. Der Unfall erfolgte bei Streckenkilometer 36.
Der voranfahrende Zug war der Lokalzug 3832 von Zárate nach Buenos Aires mit 700 Fahrgästen in 10 Wagen, die meisten davon Ausflügler auf der Heimfahrt. Die Diesellokomotive des Zuges hatte ein Problem mit ihrer Dieseleinspritzanlage und war deshalb auf freier Strecke, etwas südlich des Bahnhofs Benavídez, liegen geblieben.
Der folgende Zug, Nr. 1016, war ein gemischter Fernzug aus 21 Wagen, der von zwei Diesellokomotiven gezogen wurde. In ihm reisten etwa 500 Fahrgäste. Er kam von San Miguel de Tucumán und war auf dem Weg zu dem Bahnhof Retiro in Buenos Aires.

## Unfallhergang
Obwohl der erste Zug bereits seit 40 Minuten stand, während das Lokpersonal versuchte, die Störung zu beheben, versäumte es die Besatzung des Zuges, ihn nach hinten abzusichern. Bei schlechter Sicht fuhr der nachfolgende Zug von Tucumán deshalb in einem zudem noch schwer zugänglichen Gelände mit etwa 100 km/h auf den stehenden Zug auf. Dessen letzter Wagen wurde von den beiden führenden Lokomotiven des zweiten Zuges völlig zertrümmert. Der vorletzte Wagen wurde nahezu vollständig in den vor ihm liegenden Wagen geschoben, der vordere Zug durch den Aufprall fast 80 Meter nach vorne geschoben. Alle Toten und die meisten Schwerverletzten waren Reisende des vorderen Zuges.